# Volta Ciclística Internacional do Rio Grande do Sul
La Volta Ciclística Internacional do Rio Grande do Sul (it. Giro Ciclistico Internazionale del Rio Grande del Sud), noto fino al 2011 come Volta Ciclística Internacional de Gravataí, è una corsa a tappe maschile di ciclismo su strada che si svolge nello stato del Rio Grande do Sul, nel sud del Brasile, ogni anno nel mese di aprile. È inserita nell'UCI America Tour.

## Albo d'oro
Aggiornato all'edizione 2016.
| Anno                                                | Vincitore           | Secondo                 | Terzo              |
| Volta Ciclística Internacional de Gravataí          |                     |                         |                    |
| --------------------------------------------------- | ------------------- | ----------------------- | ------------------ |
| 2007                                                | Carlos Manarelli    | Rodrigo Nascimento      | Cleiton Fadanelli  |
| 2008                                                | Soelito Gohr        | Nilceu dos Santos       | Daniel Rogelin     |
| 2009                                                | Rodrigo Cabrera     | Flávio Cardoso          | Eduardo Pinheiro   |
| 2010                                                | Jaime Castañeda     | Juan Pablo Suárez       | Antônio Nascimento |
| 2011                                                | Renato Seabra       | José Eriberto Rodrígues | Antônio Nascimento |
| 2012-13                                             | non disputato       |                         |                    |
| Volta Ciclística Internacional do Rio Grande do Sul |                     |                         |                    |
| 2014                                                | José Luis Rodríguez | Oscar Eduardo Sánchez   | Gregolry Panizo    |
| 2015                                                | Byron Guama         | William Chiarello       | Renato Ruiz        |
| 2016                                                | Murilo Affonso      | Kleber Ramos            | Alan Maniezzo      |

## Statistiche

### Vittorie per nazione
| Pos. | Nazione  | Vittorie (Vincitori) |
| ---- | -------- | -------------------- |
| 1    | Brasile  | 4 (4)                |
| 2    | Cile     | 1 (1)                |
| 2    | Colombia | 1 (1)                |
| 2    | Ecuador  | 1 (1)                |
| 2    | Uruguay  | 1 (1)                |